# 烏斯季亞-澤列涅
49°1′37″N 24°57′51″E / 49.02694°N 24.96417°E
烏斯季亞-澤列涅（烏克蘭語：Устя-Зелене），是烏克蘭的村落，位於該國西部捷爾諾波爾州，由喬爾特基夫區負責管轄，處於德涅斯特河畔，面積2.71平方公里，2001年人口585。